# Museo Cerralbo
Museo Cerralbo – muzeum sztuki mieszczące się w klasycystycznym pałacu rodziny Cerralbo w Madrycie wybudowanym w latach 1883–1893. Muzeum obejmuje prywatną kolekcję Enrique de Aguilera y Gamboa, 17. markiza de Cerralbo, na którą składają się liczne dzieła sztuki, eksponaty archeologiczne i antyki.
Markiz de Cerralbo był politykiem, historykiem i promotorem badań archeologicznych. Zmarł w 1922 roku przekazując w testamencie zdecydowaną większość eksponatów archeologicznych Narodowemu Muzeum Archeologicznemu w Madrycie, a pozostałą część swojej kolekcji wraz z pałacem przekazał państwu. 10 lat po jego śmierci utworzono czuwającą nad spuścizną markiza fundację – Fundación Museo Cerralbo. Muzeum powstało w 1944 roku.